# Thunbergia lancifolia
Thunbergia lancifolia é uma espécie de planta com flor pertencente à família Acanthaceae.
A autoridade científica da espécie é T. Anderson, tendo sido publicada em J. Proc. Linn. Soc., Bot. 7: 19. 1863.

## Moçambique
Trata-se de uma espécie presente no território moçambicano, nomeadamente em Niassa, Zambézia, Tete, Manica e Sofala (regiões como estão definidas na obra Flora Zambesiaca).
Em termos de naturalidade trata-se de uma espécie nativa.